# Jair Ribeiro
Jair Ribeiro (16.10.1959) [São Paulo, SP] é um empreendedor brasileiro, fundador e presidente da Associação Parceiros da Educação e da Casa do Saber, além de co-investidor e operating partner da Proz Educação, uma empresa voltada para a consolidação de escolas de ensino profissionalizante (controlada pela EB Capital). É também acionista e membro do Conselho de Administração da Alicerce Educação, membro do Conselho Consultivo do Todos pela Educação e ex-integrante do Comitê de Gestão da Secretaria da Educação do Estado de São Paulo e do Instituto Centro Paula Souza.  
Foi sócio e membro do Conselho de Administração do Banco Indusval & Partners e sócio diretor da Sertrading S.A, uma das principais companhias brasileiras de comércio exterior.
Em 1988, Ribeiro foi um dos fundadores e CEO do Banco Patrimônio, que se tornou o terceiro maior banco de investimentos do Brasil na época. O Banco Patrimônio foi vendido em 1999 para o grupo americano Chase Manhattan (JP Morgan).

## Formação
Em 1982, Ribeiro se formou em Direito pela Universidade de São Paulo e em Economia pela FAAP. Dois anos depois, fez mestrado em Direito pela Universidade da Califórnia em Berkeley.

## Trajetória
Jair Ribeiro iniciou sua carreira em 1979 como advogado no escritório Pinheiro Neto Advogados, onde atuou na área de fusões e aquisições. 
Em 1988, co-fundou uma consultoria em fusões e aquisições, Patrimônio, em parceria com o banco norte-americano Salomon Brothers, um dos maiores bancos de investimento de Wall Street da sua época. Quatro anos após sua criação, a empresa obteve a licença de banco de investimentos, em 1992. Ribeiro foi diretor presidente da instituição e coordenou grandes operações no mercado de capitais brasileiro como a privatização da Telebrás, considerada a maior privatização do Brasil, e o primeiro lançamento de ADRs no mercado internacional (Aracruz S.A.). Em 1999, Ribeiro participou da venda do Banco Patrimônio ao Chase Manhattan.
Em 1999, Ribeiro foi nomeado presidente do Banco Chase Manhattan Brasil , cargo que ocupou até 2000. Na instituição, o executivo também atuou como managing director da área internacional de renda variável do JP Morgan NY (2000-2003), responsável pelos mercados europeus, asiáticos, australiano e latino-americanos. 
Foi co-fundador (2006), CEO (2006-2009) e acionista da CPM Braxis S.A, empresa de TI vendida ao grupo francês Capgemini, em 2010. A companhia foi, na sua época, a maior empresa de capital nacional de serviços de TI, com mais de 7 mil funcionários e faturamento superior a R$ 1,5 bi, sendo vendida por R$ 517 milhões.
De 2005 a 2020, foi acionista e membro do conselho e diretor da Sertrading S.A., uma das maiores empresas de comércio exterior do Brasil, participando do crescimento da empresa de um faturamento de aproximadamente R$ 80 milhões (2004) a R$ 7 bilhões (2020). De 2011 a 2018 foi Co-CEO e acionista do grupo de controle do Banco Indusval S.A, banco voltado ao crédito corporativo e à distribuição de valores mobiliários (por meio da subsidiária Guide Investimentos), fundado na década de 60, que tem como sócios banqueiros brasileiros e o grupo internacional Warburg Pincus..
Nos setores culturais e educacionais, foi o idealizador e é o Presidente da Casa do Saber. Inaugurada em 2004, a Casa do Saber centro de cursos e eventos culturais localizado na cidade de São Paulo.
Ribeiro também tem atuação para a melhoria da educação pública, inicialmente fundando a Associação Parceiros da Educação, organização não governamental que estrutura parcerias entre empresas do setor privado e escolas públicas do Estado de São Paulo Rio de Janeiro, presente em mais de 400 escolas públicas estaduais, com um impacto direto em aproximadamente 250 mil alunos.
Ribeiro também foi membro do Conselho Consultivo do ECSP e do Conselho Estadual da Educação. Em 2008, esse projeto deu a Ribeiro o prêmio Trip Transformadores na categoria Educação. Em 2010, foi homenageado pelo Brazil Fund e, em 2018, pelo World Fund, ambos sediados em Nova York, pelos serviços prestados à educação pública brasileira. Também co-liderou a construção do Pacto pela Equidade Racial, que definiu um novo protocolo ESG para empresas brasileiras na questão racial.
É formado em Direito pela Universidade de São Paulo (1982), em Economia pela FAAP (1982), e tem mestrado em Direito pela Universidade da Califórnia – Berkeley (1984). No segundo semestre de 2019, atuou como visiting scholar na Faculdade de Educação da Universidade de Stanford, California.